# Caiseri (província)
Caiseri ou Cesareia (em turco: Kayseri) é uma província da Turquia, situada na região da Anatólia Central, com capital na cidade homónima. Tem 16 970 km² de área e em dezembro de 2021 tinha 1 434 357 habitantes (densidade: 84,5 hab./km²).
Embora em termos de turismo seja mais comum associar o nome Capadócia à região mais ou menos correspondente à vizinha província de Nevexequir, historicamente Caiseri sempre fez parte da Capadócia, sendo inclusivamente a cidade mais importante da região, nomeadamente a capital das províncias romana e bizantina com esse nome.

## Distritos
A província encontra-se dividida nos seguintes distritos (em turco: ilçeler):
- Akkışla
- Bünyan
- Develi
- Felahiye
- Hacılar
- İncesu
- Kocasinan
- Melikgazi
- Özvatan
- Pınarbaşı
- Sarıoğlan
- Sarız
- Talas
- Tomarza
- Yahyalı
- Yeşilhisar

## Galeria

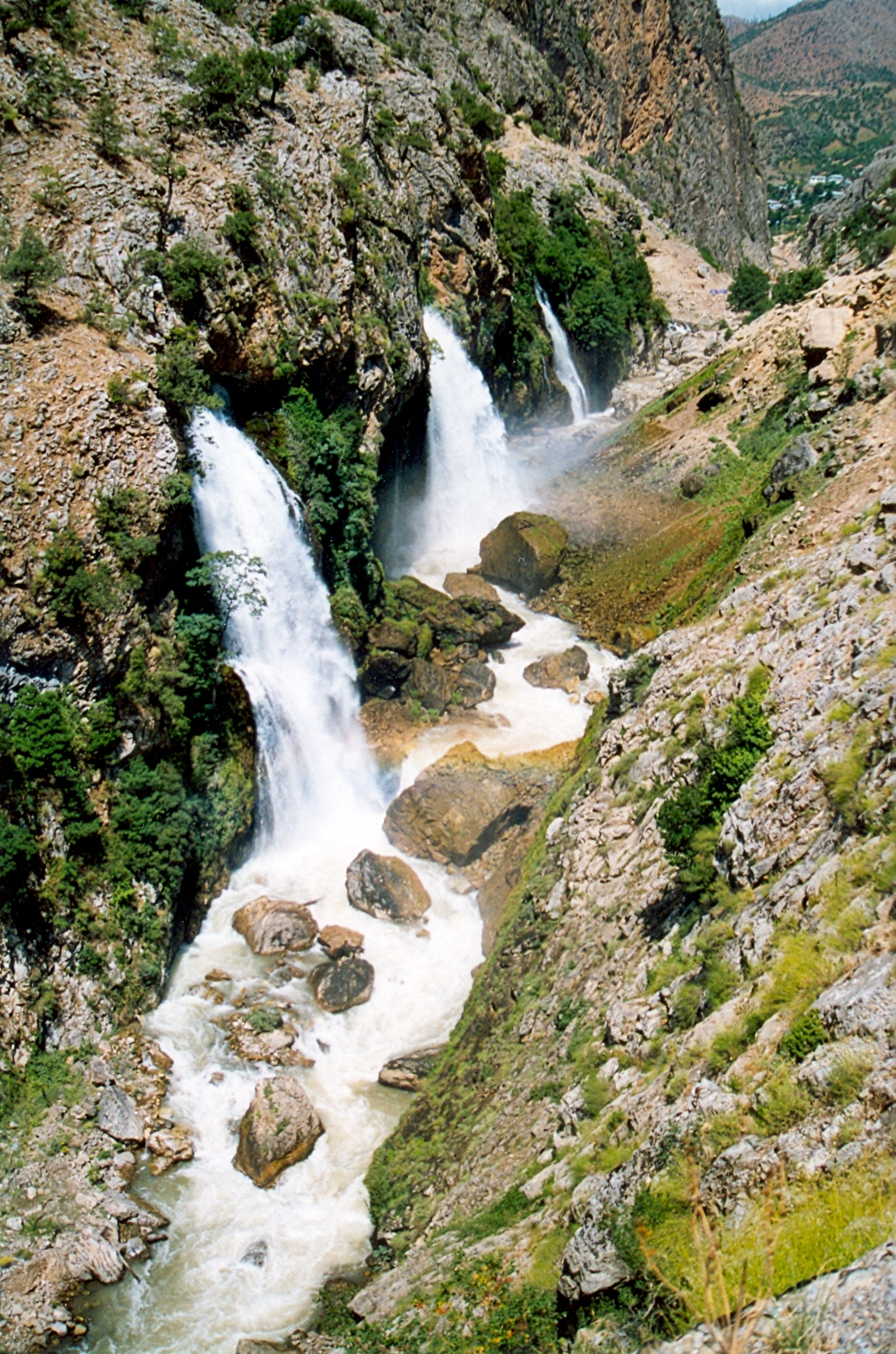
Quedas de água no Parque Nacional de Aladağlar
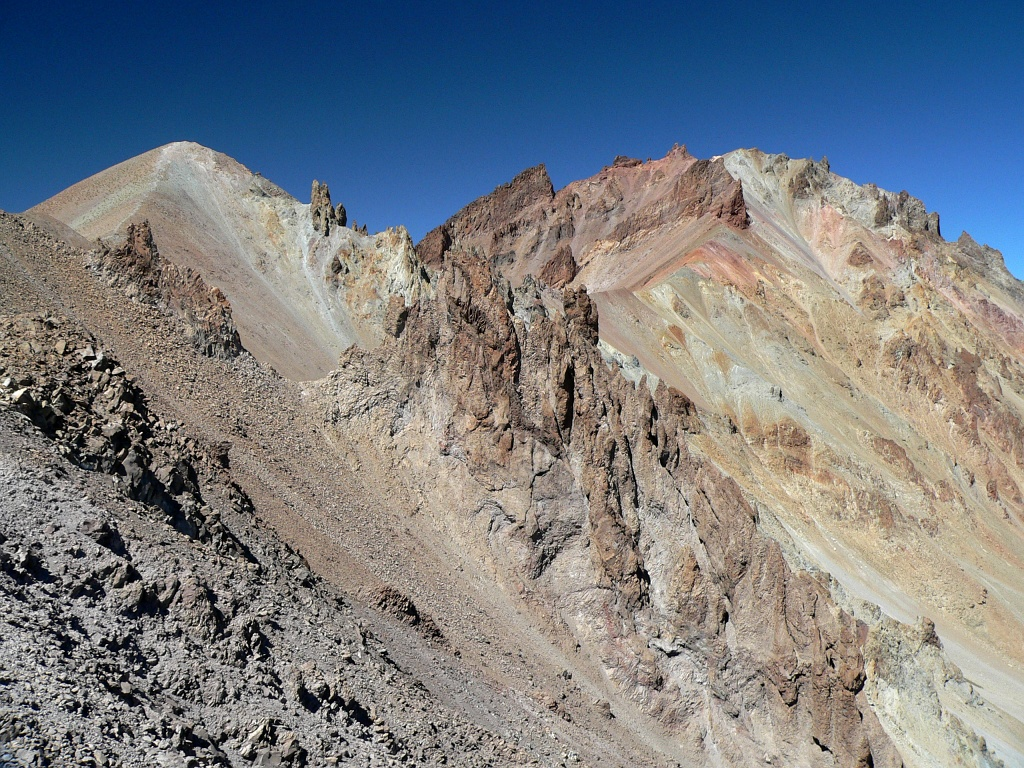
O vulcão extinto do monte Argeu (Erciyes Dağı), 3 916 m, o mais alto da Anatólia Central
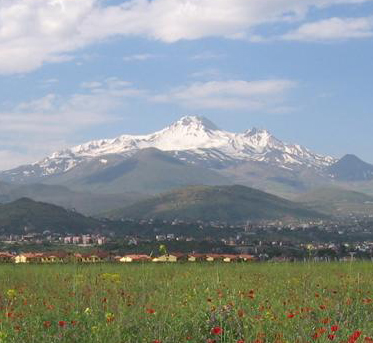
Vista do monte Argeu